# سفارة الجمهورية العربية الصحراوية الديمقراطية في كينيا
سفارة الجمهورية العربية الصحراوية الديمقراطية في كينيا هي البعثة الدبلوماسية للجمهورية العربية الصحراوية الديمقراطية بكينيا.